# گربه وحشی
گربه وحشی یا پوتکان شاه موسی، گربه‌سانی کوچک از سرده زیستی گربه‌ها است. در حال حاضر، دو گونه گربهٔ وحشی، شامل گربه‌وحشی اروپایی (نام علمی: Felis silvestris) بومی جنگل‌های قاره اروپا و منطقهٔ قفقاز و همچنین گربه‌وحشی آفریقایی (نام علمی: Felis lybica)، بومی نواحی بیابانی، نیمه‌خشک و استپی قاره آفریقا و مناطقی از شبه‌جزیره عربستان، آسیای مرکزی، هند و نواحی غربی چین، شناسایی شده‌اند. این دو گربه در برخی ویژگی‌های بدنی، الگوی رنگ و پوشش و در اندازه، با یکدیگر تفاوت دارند.
گربه‌های وحشی آفریقایی و اروپایی، بر اساس مطالعات فیلوژنتیک، در حدود ۱۷۳٬۰۰۰ سال قبل، تبدیل به دو گونهٔ مجزا شده است.

## آرایه‌شناسی
در سال ۲۰۰۵، توسط نویسندگان کتاب گونه‌های پستانداران جهان، ۲۲ زیرگونه از گربه‌های وحشی، معرفی شدند. در سال ۲۰۱۷ اما با بررسی‌های کارگروه آرایه‌شناسی گربه‌سانان، زیرگونه‌های معتبر گربه‌های وحشی، شامل ۵ زیرگونهٔ گربه‌وحشی آفریقایی، گربه‌وحشی جنوب آفریقا، گربه‌وحشی قفقازی، گربه‌وحشی اروپایی و گربه‌وحشی آسیایی اعلام شد.

## ویژگی‌ها
گربه‌های وحشی، دارای گوش‌هایی نوک‌تیز، با اندازه‌ای متوسط هستند. هر دو گونهٔ گربهٔ وحشی، از گربه اهلی کمی بزرگ‌تر هستند. طول بدن نَرها، ۴۳ تا ۹۰ سانتی‌متر، طول دم، ۲۳ تا ۴۰ و وزنی معادل ۵ تا ۸ کیلوگرم دارند. ماده‌ها، کوچک‌تر بوده و طول بدن آن‌ها ۴۰ تا ۷۷ سانتی‌متر، طول دم، ۱۸ تا ۳۵ سانتی‌متر و وزنی معادل ۳ تا ۵ کیلوگرم دارند.
بدن آن‌ها کمی دراز و دم پر مو و نسبتاً بلند و طول آن از نصف بدن و سر بیشتر است. موهای روی دم در انتها کوتاه‌تر شده به‌طوری که نوک دم پهن به نظر می‌رسد. چشمها درشت و تا حدی در جلوی صورت قرار گرفته‌اند.
دستها و پاها نسبتاً بلند و باریک با پنجه‌های گرد و چنگالهای قوی و تیز و خمیده است. چنگالها قابل جمع شدن بوده و غلاف آنها رشد کرده است. موهای بدن نرم و انبوه و موهای زیرین کرکی و فراوان هستند. رنگ کلی بدن در پشت از قهوه‌ای خاکستری روشن تا خاکستری متغیر است.

## بوم‌شناسی و رفتار
هر دو گونهٔ آفریقایی و اروپایی، به‌صورت انفرادی زندگی می‌کنند. آن‌ها جانورانی شب‌زی هستند و اغلب در شب‌ها گردش و شکار می‌کنند ولی ممکن است در روز هم دیده شوند.
خوراک آنها بیشتر از جوندگان و سایر پستانداران کوچک و پرندگان و گاهی سبزی و میوه تشکیل می‌دهد. معمولاً در جلگه‌ها و زمین‌های سبز کم ارتفاع زندگی کرده و از حفره درختان و حفره حیوانات دیگر مانند گورکن و روباه به عنوان لانه استفاده می‌کنند. به زندگی در جاهای مرطوب و پرآب رغبت نشان می‌دهند و می‌توانند شنا کنند و از رودخانه عبور کنند. از این لحاظ با گربه‌های اهلی که از آب پرهیز می‌کنند، اختلاف دارند. می‌توانند از درخت بالا بروند اما شکار بیشتر در روی زمین انجام می‌شود.
حس بینایی و شنوایی آنها خیلی قوی است ولی از حس بویایی زیاد قوی برخوردار نیستند. گاهی نزدیک مراکز زندگی انسانها زندگی کرده و اطراف روستاها و خانه‌ها دیده می‌شوند و به همین دلیل احتمال جفت‌گیری آنها با گربه‌های اهلی وجود دارد. فصل جفت‌گیری آنها زمستان است. هنگام جفت‌گیری نرها به سختی باهم نزاع می‌کنند و گاهی صدای آنها که مانند دعوای گربه‌های اهلی است از دور شنیده می‌شود. دوران آبستنی آنها در حدود ۲ ماه است. معمولاً ۳ تا ۶ بچه می‌زایند. بچه‌ها با چشم بسته متولد می‌شوند و بعد از ۹ تا ۱۲ روز چشم باز می‌کنند. بچه‌ها به سرعت رشد کرده و در اواخر بهار می‌توانند به تنهایی شکار کنند و در پاییز کاملاً شبیه بالغ‌ها می‌شوند.

### پراکندگی جهانی
از اسکاتلند، اسپانیا، فرانسه، بلژیک، ایتالیا، سوئیس، آلمان، اتریش، لهستان، مجارستان، ایران، ترکیه، عربستان و لیبی گزارش شده است.

## اهلی شدن
در کاوش‌های باستان‌شناسی در قبرس، در قبری مربوط به ۹۵۰۰ سال قبل، اسکلتی متعلق به یک گربهٔ وحشی آفریقایی (احتمالا) اهلی‌شده یافت شد. با توجه به این موضوع که کشور قبرس فاقد جمعیت بومی گربه‌های وحشی است، به‌نظر می‌رسد این گربه، توسط انسان‌ها، از محلی در خاور نزدیک به قبرس برده شده و اهلی است. یافته‌های ژنتیکی و ریخت‌شناسی نیز نشان می‌دهند که گربه‌های وحشی آفریقایی، جد یا نیای گربه‌های اهلی امروزی هستند.